# Lodewijk Filips van Palts-Simmern
Lodewijk Filips van Palts-Simmern (Heidelberg, 23 november 1602 — Krosno Odrzańskie, 8 januari 1655) was van 1610 tot aan zijn dood vorst van Palts-Simmern. Hij behoorde tot het Huis Palts-Simmern.

## Levensloop
Lodewijk Filips was de jongste zoon van keurvorst Frederik IV van de Palts en Louise Juliana van Nassau, dochter van prins Willem van Oranje. Na de dood van zijn vader in 1610 kreeg hij het vorstendom Palts-Simmern toegewezen. Als residentiestad werd Kaiserslautern gekozen.
Tijdens de Boheemse Opstand werd zijn broer Frederik V van de Palts door de protestantse edelen in 1619 verkozen tot koning van Bohemen. Lodewijk Filips volgde zijn broer naar Bohemen en bestuurde korte tijd het Aartsbisdom Wrocław. In november 1620 werd Frederik V in de Slag op de Witte Berg verslagen door de troepen van keizer Ferdinand II. Vervolgens werden ook de landerijen van Frederik en Lodewijk Filips bezet door keizerlijke troepen.
Toen de Zweden in de jaren 1630 ingrepen in de Dertigjarige Oorlog, kon Lodewijk Filips in 1632 opnieuw Palts-Simmern bemachtigen. Hij werd eveneens namens zijn minderjarige neef Karel I Lodewijk regent van de Palts. Door de Zweedse nederlaag bij de Slag bij Nördlingen in 1634 verloor hij deze gebieden opnieuw, waarna Lodewijk Filips in ballingschap leefde in Frankenthal en Sedan. Pas na de Vrede van Westfalen in 1648 werd Lodewijk Filips opnieuw geïnstalleerd als vorst van Palts-Simmern.
In januari 1655 stierf hij op 52-jarige leeftijd. Onder de naam De Gevaarlijke was hij vanaf 1624 eveneens lid van het Vruchtdragende Gezelschap.

## Huwelijk en nakomelingen
Op 4 december 1631 huwde Lodewijk Filips met Maria Eleonore van Brandenburg (1607-1675), dochter van keurvorst Joachim Frederik van Brandenburg. Ze kregen zeven kinderen:
- Karel Frederik (1633-1635)
- Gustaaf Lodewijk (1634-1635)
- Karel Filips (1635-1636)
- Lodewijk Casimir (1636-1652)
- Elisabeth Maria Charlotte (1638-1664), huwde in 1660 met hertog George III van Brieg
- Lodewijk Hendrik Maurits (1640-1674), vorst van Palts-Simmern
- Louise Sophia Eleonora (1642-1643)

## Voorouders
| Voorouders van Lodewijk Filips van Palts-Simmern | Voorouders van Lodewijk Filips van Palts-Simmern                                   | Voorouders van Lodewijk Filips van Palts-Simmern                                   | Voorouders van Lodewijk Filips van Palts-Simmern                                  | Voorouders van Lodewijk Filips van Palts-Simmern                                  | Voorouders van Lodewijk Filips van Palts-Simmern                                  | Voorouders van Lodewijk Filips van Palts-Simmern                                  | Voorouders van Lodewijk Filips van Palts-Simmern                                   | Voorouders van Lodewijk Filips van Palts-Simmern                                   |
| ------------------------------------------------ | ---------------------------------------------------------------------------------- | ---------------------------------------------------------------------------------- | --------------------------------------------------------------------------------- | --------------------------------------------------------------------------------- | --------------------------------------------------------------------------------- | --------------------------------------------------------------------------------- | ---------------------------------------------------------------------------------- | ---------------------------------------------------------------------------------- |
| Overgrootouders                                  | Frederik III van de Palts (1515-1576) x Maria van Brandenburg-Kulmbach (1519-1567) | Frederik III van de Palts (1515-1576) x Maria van Brandenburg-Kulmbach (1519-1567) | Filips I van Hessen (1504-1567) x Christina van Saksen (1505-1549)                | Filips I van Hessen (1504-1567) x Christina van Saksen (1505-1549)                | Willem I van Nassau-Dillenburg (1487-1559) x Juliana van Stolberg (1506-1580)     | Willem I van Nassau-Dillenburg (1487-1559) x Juliana van Stolberg (1506-1580)     | Lodewijk III van Bourbon-Vendôme (1513-1582) x Jaqueline de Longwy (ca. 1519-1561) | Lodewijk III van Bourbon-Vendôme (1513-1582) x Jaqueline de Longwy (ca. 1519-1561) |
| Grootouders                                      | Lodewijk VI van de Palts (1539-1583) ∞ 1561 Elisabeth van Hessen (1539-1582)       | Lodewijk VI van de Palts (1539-1583) ∞ 1561 Elisabeth van Hessen (1539-1582)       | Lodewijk VI van de Palts (1539-1583) ∞ 1561 Elisabeth van Hessen (1539-1582)      | Lodewijk VI van de Palts (1539-1583) ∞ 1561 Elisabeth van Hessen (1539-1582)      | Willem I van Oranje-Nassau (1533-1584) ∞ 1598 Charlotte de Bourbon (1547-1582)    | Willem I van Oranje-Nassau (1533-1584) ∞ 1598 Charlotte de Bourbon (1547-1582)    | Willem I van Oranje-Nassau (1533-1584) ∞ 1598 Charlotte de Bourbon (1547-1582)     | Willem I van Oranje-Nassau (1533-1584) ∞ 1598 Charlotte de Bourbon (1547-1582)     |
| Ouders                                           | Frederik IV van de Palts (1574-1610) ∞ 1593 Louise Juliana van Nassau (1576-1644)  | Frederik IV van de Palts (1574-1610) ∞ 1593 Louise Juliana van Nassau (1576-1644)  | Frederik IV van de Palts (1574-1610) ∞ 1593 Louise Juliana van Nassau (1576-1644) | Frederik IV van de Palts (1574-1610) ∞ 1593 Louise Juliana van Nassau (1576-1644) | Frederik IV van de Palts (1574-1610) ∞ 1593 Louise Juliana van Nassau (1576-1644) | Frederik IV van de Palts (1574-1610) ∞ 1593 Louise Juliana van Nassau (1576-1644) | Frederik IV van de Palts (1574-1610) ∞ 1593 Louise Juliana van Nassau (1576-1644)  | Frederik IV van de Palts (1574-1610) ∞ 1593 Louise Juliana van Nassau (1576-1644)  |
| Lodewijk Filips van Palts-Simmern (1602-1655)    |                                                                                    |                                                                                    |                                                                                   |                                                                                   |                                                                                   |                                                                                   |                                                                                    |                                                                                    |